# 1927 في الولايات المتحدة
فيما يلي قوائم الأحداث التي وقعت خلال عام 1927 في الولايات المتحدة.

## سياسة

### تعيين في المنصب
- 1 يناير – هارفي بارنيل نائب حاكم أركنساس [الإنجليزية]‏.
- 3 يناير – فرانك كولينز ايمرسون حاكم وايومنغ  [لغات أخرى]‏.
- 3 يناير – فريد أر.زيمرمان حاكم ولاية ويسكونسن [الإنجليزية]‏.
- 4 يناير – كليمنت كالهون يونغ حاكم كاليفورنيا.
- 11 يناير – جون إليس مارتينو حاكم أركنساس  [لغات أخرى]‏.
- 18 يناير – آرثر جيمس نائب حاكم ولاية بنسلفانيا [الإنجليزية]‏.
- 4 مارس – ألبين باركلي عضو مجلس الشيوخ الأمريكي.
- 4 مارس – هوغو بلاك عضو مجلس الشيوخ الأمريكي.

### انتهاء فترة المنصب
- 3 يناير – نيللي تايلي روس حاكم وايومنغ  [لغات أخرى]‏.
- 4 يناير – فريند ريتشاردسون حاكم كاليفورنيا.
- 4 يناير – كليمنت كالهون يونغ نائب حاكم كاليفورنيا [الإنجليزية]‏.
- 3 مارس – ألبين باركلي عضو مجلس النواب الأمريكي.
- 3 مارس – أوغدن إل ميلز عضو مجلس النواب الأمريكي.

## ظهور
- 22 يناير – رحلة الحلم لكاداث المجهول رواية من تأليف هوارد فيليبس لافكرافت.
- 1 مارس – اللون من خارج الفضاء

## أفلام
من الأفلام التي صدرت هذه السنة في الولايات المتحدة:
- 1 يناير – أجنحة من إخراج ويليام آيه. ويلمان، Harry d'Abbadie d'Arrast [الإنجليزية]‏.
- 1 يناير – العالم السفلي من إخراج هنري هاثاوي، جوسيف فون ستيرنبيرغ.
- 1 يناير – اللهب السحري من إخراج هنري كينغ.
- 1 يناير – اليمامة من إخراج رولاند ويست.
- 1 يناير – راقص الشيطان من إخراج H. Bruce Humberstone [الإنجليزية]‏، فريد نيبلو [الإنجليزية]‏.
- 1 يناير – طريق اللحم من إخراج فيكتور فليمنغ.
- 1 يناير – كلية من إخراج جيمس دبليو. هورن، باستر كيتون.
- 27 أبريل – تشانغ من إخراج ميرين كوبر، إرنست بي. شودساك.[1]
- 6 أكتوبر – مغني الجاز من إخراج آلان كروسلاند.[2]

## كتب
من الكتب التي صدرت هذه السنة في الولايات المتحدة:
- 1 يناير – القاتلان من تأليف إرنست همينغوي.
- 1 يناير – رجال بلا نساء من تأليف إرنست همينغوي.
- 1 أكتوبر – نموذج بيكمان من تأليف هوارد فيليبس لافكرافت.

## مواليد

### يناير
- 1 يناير – بولين نيومان قاضي أمريكي.
- 1 يناير – فيرنون سميث عالم اقتصاد أمريكي.[3]
- 3 يناير – ويليام بويت ممثل أمريكي.[4]
- 4 يناير – باربرا راش[5]
- 7 يناير – دون ريفيلد لاعب كرة سلة أمريكي.
- 13 يناير – بروك ادامز سياسي أمريكي.[6]
- 17 يناير – إيرثا كيت ممثلة أمريكية.[7]
- 24 يناير – مارفن كابلان ممثل أمريكي.[8]
- 31 يناير – جيري هاينس

### فبراير
- 2 فبراير – جون هازن لاعب كرة سلة أمريكي.
- 6 فبراير – جيرارد كي أونيل[9]
- 10 فبراير – ليونتاين برايس[10]
- 16 فبراير – دايفيد ديفيس مؤرخ أمريكي.[11]
- 17 فبراير – جون ويتلي[12]
- 18 فبراير – جون وارنر سياسي أمريكي.[13]
- 20 فبراير – سيدني بواتييه[14]
- 21 فبراير – أرما بومبك[15]
- 23 فبراير – روبرت نيلي بيلا عالم اجتماع أمريكي.[16]
- 25 فبراير – رالف ستانلي مغني أمريكي.[17]
- 27 فبراير – جيمس توماس لين سياسي أمريكي.[18]

### مارس
- 1 مارس – روبرت بورك[19]
- 1 مارس – هاري بيلافونت مغني أمريكي.[20]
- 4 مارس – ثاير ديفيد ممثل أمريكي.[21]
- 4 مارس – ديك سفيت لاعب كرة مضرب أمريكي.
- 5 مارس – جاك كاسيدي[22]
- 6 مارس – جوردن كوبر رائد فضاء أمريكي.[23]
- 6 مارس – وليام جوزيف بيل كاتب سيناريو أمريكي.[24]
- 7 مارس – جيمس برودريك[25]
- 11 مارس – روبرت موسباكر سياسي من الولايات المتحدة الأمريكية.[26]
- 11 مارس – فينس بوريلا[27]
- 14 مارس – تشاك شير لاعب كرة سلة أمريكي.[28]
- 15 مارس – كارل سميث موسيقي أمريكي.[29]
- 16 مارس – بوب هاريس لاعب كرة سلة من الولايات المتحدة الأمريكية.
- 16 مارس – دانيال باتريك موينيهان سياسي أمريكي.[30]
- 18 مارس – جورج بليمبتون[31]
- 18 مارس – جون كاندر ملحن أمريكي.[32]
- 19 مارس – ألن نيويل[33]
- 21 مارس – هالتون آرب
- 23 مارس – بول فالتر لاعب كرة سلة أمريكي.[34]
- 27 مارس – أنتوني لويس صحفي أمريكي.[35]
- 31 مارس – جوان فاينمان
- 31 مارس – سيزار تشافيز[36]
- 31 مارس – وليام دانيلز سياسي أمريكي.[37]

### أبريل
- 2 أبريل – ريتا غام ممثلة أمريكية.[38]
- 2 أبريل – كارمن باسيليو ملاكم من الولايات المتحدة الأمريكية.[39]
- 8 أبريل – بول غوردون لاعب كرة سلة أمريكي.
- 10 أبريل – جوان كويجلي منجمة من الولايات المتحدة الأمريكية.[40]
- 10 أبريل – مارشال نيرنبرغ[41]
- 14 أبريل – جرادي ويبستر عالم نبات أمريكي.
- 16 أبريل – إيدي آدمز[42]
- 18 أبريل – صامويل هنتنجتون[43]
- 20 أبريل – فيل هيل[44]
- 26 أبريل – جاكي روبنسون لاعب كرة سلة من الولايات المتحدة الأمريكية.
- 26 أبريل – هاري غالاتين[45]
- 27 أبريل – كوريتا سكوت كينغ[46]
- 29 أبريل – بيتسي آنكر-جونسون فيزيائية أمريكية.
- 30 أبريل – فيليب كايغان عالم اقتصاد أمريكي.

### مايو
- 6 مايو – ماري إلين أفيري[47]
- 13 مايو – هربرت روس مخرج أفلام أمريكي.[48]
- 22 مايو – مايكل كونستانتين
- 25 مايو – نورمان بيتي موسيقي أمريكي.[49]
- 30 مايو – جوان بيرمان رياضياتية أمريكية.

### يونيو
- 3 يونيو – بوتس راندولف موسيقي أمريكي.[50]
- 4 يونيو – كين كلارك ممثل أمريكي.[51]
- 5 يونيو – مانويل مورون
- 9 يونيو – جيم نولان لاعب كرة سلة أمريكي.
- 10 يونيو – يوجين باركر عالم فلك أمريكي.[52]
- 16 يونيو – روبرت كرافت عالم فلك أمريكي.
- 23 يونيو – بوب فوس[53]
- 24 يونيو – جيمس إدواردز سياسي أمريكي.[54]
- 24 يونيو – مارتن بيرل[55]
- 28 يونيو – فرانك شيروود رولاند كيميائي أمريكي.[56]
- 29 يونيو – جيك بورنهيمير لاعب كرة سلة أمريكي.
- 30 يونيو – جيمس قولدمان
- 30 يونيو – شيرلي فراي ايرفين
- 30 يونيو – فرانك مكابي لاعب كرة سلة من الولايات المتحدة الأمريكية.

### يوليو
- 2 يوليو – جورج فيشر[57]
- 3 يوليو – روبرت ماتيس ضابط من الولايات المتحدة الأمريكية.[58]
- 4 يوليو – نيل سيمون[59]
- 4 يوليو – واتس همفري مهندس أمريكي.[60]
- 6 يوليو – بات بولسن سياسي أمريكي.[61]
- 7 يوليو – آلان ج. ديكسون سياسي أمريكي.[62]
- 7 يوليو – غلين كولر مهندس أمريكي.
- 8 يوليو – كال كريستنسن لاعب كرة سلة أمريكي.
- 14 يوليو – جون تشانسلور صحفي أمريكي.[63]
- 27 يوليو – جون باربر لاعب كرة سلة من الولايات المتحدة الأمريكية.
- 28 يوليو – جون آشبيري[64]

### أغسطس
- 5 أغسطس – جون ه مور الثاني
- 9 أغسطس – دانيال كيز مؤلف أمريكي.[65]
- 9 أغسطس – مارفن مينسكي[66]
- 10 أغسطس – جين ملكيوري لاعب كرة سلة أمريكي.
- 11 أغسطس – إدوارد إلسورث جونز عالم نفس أمريكي.
- 12 أغسطس – بوب هاريسون
- 18 أغسطس – روزالين كارتر[67]
- 19 أغسطس – بوب ايفانز عالِم حاسوب من الولايات المتحدة الأمريكية.
- 24 أغسطس – هاري ماركويتز عالم اقتصاد أمريكي.[68]
- 25 أغسطس – ألثيا جيبسون لاعبة كرة مضرب من الولايات المتحدة.[69]

### سبتمبر
- 2 سبتمبر – جين رودس لاعب ثم مدرب كرة سلة أمريكي.
- 4 سبتمبر – جون مكارثي[70]
- 5 سبتمبر – بول فولكر عالم اقتصاد أمريكي.[71]
- 9 سبتمبر – جوني براتون ملاكم من الولايات المتحدة الأمريكية.
- 11 سبتمبر – كريستين كينغ فارس كاتبة من الولايات المتحدة الأمريكية.
- 15 سبتمبر – رودلف أندرسون ضابط من الولايات المتحدة الأمريكية.[72]
- 16 سبتمبر – بيتر فالك ممثل أمريكي.[73]
- 16 سبتمبر – جاك كيلي سياسي أمريكي.[74]
- 19 سبتمبر – هارولد براون سياسي أمريكي.[75]
- 24 سبتمبر – ستيفن إدوارد سميث[76]
- 25 سبتمبر – كارل براون[77]
- 29 سبتمبر – بيت مكلوسكي سياسي أمريكي.[78]
- 30 سبتمبر – ويليام ستانلي ميروين شاعر أمريكي.[79]

### أكتوبر
- 1 أكتوبر – توم بوسلي ممثل أمريكي.[80]
- 3 أكتوبر – نانسي دوبري[81]
- 7 أكتوبر – أل مارتينو[82]
- 10 أكتوبر – دانا إلكار[83]
- 11 أكتوبر – وليام بيري سياسي أمريكي.[84]
- 17 أكتوبر – بول بمسلر[85]
- 18 أكتوبر – جورج سي سكوت[86]
- 23 أكتوبر – بارون هيلتون
- 25 أكتوبر – لورنس كولبرغ عالم نفس أمريكي.[87]
- 29 أكتوبر – هوي ويليامز لاعب كرة سلة من الولايات المتحدة الأمريكية.
- 31 أكتوبر – أنيتا كير ملحنة أمريكية.[88]
- 31 أكتوبر – لي غرانت ممثلة أمريكية.[89]

### نوفمبر
- 2 نوفمبر – ستيف ديتكو[90]
- 4 نوفمبر – بيل كالهون لاعب كرة سلة أمريكي.
- 10 نوفمبر – أرمين ديل كايزر
- 18 نوفمبر – ري إليفسون لاعب كرة سلة أمريكي.
- 25 نوفمبر – برنار بارتزين لاعب كرة مضرب أمريكي.
- 26 نوفمبر – جون كارتر[91]
- 27 نوفمبر – ماكس بالمر[92]
- 27 نوفمبر – وليام سايمون سياسي من الولايات المتحدة الأمريكية.[93]
- 28 نوفمبر – تشاك ميتشيل ممثل أمريكي.
- 29 نوفمبر – روبرت كروس[94]
- 30 نوفمبر – روبرت جويلامي
- 30 نوفمبر – مارثا تشيس عالمة أمريكية.

### ديسمبر
- 1 ديسمبر – ديفيد مونتغمري مؤرخ أمريكي.[95]
- 2 ديسمبر – رالف بيرد لاعب كرة سلة من الولايات المتحدة الأمريكية.[96]
- 3 ديسمبر – آندي ويليامز[97]
- 3 ديسمبر – تشارلز ويجنز سياسي أمريكي.[98]
- 3 ديسمبر – فرلين هاسكي[99]
- 4 ديسمبر – ويليام لابوف[100]
- 5 ديسمبر – بوميبول أدولياديج الملك التاسع لمملكة تايلاند.[101]
- 6 ديسمبر – باتسي مينك سياسية أمريكية.[102]
- 9 ديسمبر – جيم بيشتولد
- 11 ديسمبر – جون بوسيما فنان قصص مصورة من الولايات المتحدة الأمريكية.[103]
- 12 ديسمبر – روبرت نويس[104]
- 17 ديسمبر – ريتشارد لونغ ممثل أمريكي.[105]
- 18 ديسمبر – جوزيف فورد فيزيائي أمريكي.[106]
- 18 ديسمبر – رمزي كلارك سياسي أمريكي.[107]
- 20 ديسمبر – تشارلي كالاس
- 26 ديسمبر – ألان كينغ[108]
- 27 ديسمبر – آن أرمسترونغ دبلوماسية أمريكية.[109]

## وفيات

### يناير
- 1 يناير – فريدريك تشارلز نيوكومب (مواليد 1858) عالم نبات أمريكي.[110]
- 4 يناير – تومي سبايدر كيلي (مواليد 1867) ملاكم من الولايات المتحدة الأمريكية.
- 15 يناير – ديفيد آر. فرانسيس (مواليد 1850) سياسي أمريكي.[111]
- 17 يناير – جولييت جوردون لوو (مواليد 1860) كاتبة من الولايات المتحدة الأمريكية.[112]
- 26 يناير – ليمان جاي غيج (مواليد 1836) مصرفي من الولايات المتحدة الأمريكية.[113]
- 31 يناير – كاي لوريل (مواليد 1890)[114]

### فبراير
- 13 فبراير – بروكس آدامز (مواليد 1848)[115]

### مارس
- 20 مارس – جورج ولينغتون (مواليد 1852) سياسي أمريكي.[116]
- 22 مارس – تشارلز سبراغ سرجنت (مواليد 1841) عالم نبات أمريكي.[117]

### أبريل
- 6 أبريل – إروين فرينك سميث (مواليد 1854)[118]
- 19 أبريل – تشارلز بيل (مواليد 1857) سياسي أمريكي.[119]

### يونيو
- 1 يونيو – ليزي بوردن (مواليد 1860)[120]
- 9 يونيو – فكتوريا وودهل (مواليد 1838)[121]
- 17 يونيو – إميلي سارتن (مواليد 1841) رسامة من الولايات المتحدة الأمريكية.

### أغسطس
- 7 أغسطس – ليونارد وود (مواليد 1860) سياسي أمريكي.[122]

### سبتمبر
- 5 سبتمبر – ديفيد جاردنر تايلر (مواليد 1846) سياسي أمريكي.[123]
- 5 سبتمبر – ماركوس لوي (مواليد 1870) منتج أفلام من الولايات المتحدة الأمريكية.[124]
- 12 سبتمبر – سارة فرانسيس وايتنج (مواليد 1847)[125]
- 14 سبتمبر – إيزادورا دانكن (مواليد 1877)[126]
- 15 سبتمبر – جورج واشنطن هايس (مواليد 1863) سياسي أمريكي.[127]

### نوفمبر
- 7 نوفمبر – توم فورمان (مواليد 1893) ممثل أمريكي.
- 16 نوفمبر – تايجر فلورز (مواليد 1895) ملاكم من الولايات المتحدة الأمريكية.[128]

### ديسمبر
- 1 ديسمبر – هربرت سبنسر هادلي (مواليد 1872) سياسي أمريكي.[129]
- 18 ديسمبر – ديانا ميلر (مواليد 1902)[130]